# Gardner McKay
Pour les articles homonymes, voir McKay.
George Cadogan Gardner McKay est un acteur américain né le 10 juin 1932 à New York et mort le 21 novembre 2001 à Hawaï.
Il a aussi écrit un roman "Toyer"

## Biographie
En 1937, 1938 et 1939, ses parents, industriels à Paris, le confient, avec son frère, pour les vacances, à la famille Mathias vivant dans une ferme de Charente à Saint-Laurent-de-Céris, près de Confolens. En 1963, profitant de sa venue en France, il retourne voir cette famille et en particulier "Maman Denise" qu'il affectionne particulièrement.
Il devient particulièrement connu, en France, pour son rôle du séduisant capitaine Armand Troy (Adam Troy, dans la version originale) de la série américaine Aventures dans les îles (Adventures in Paradise) diffusée à partir de 1961 sur la chaîne de la RTF. À noter que cette série quasi-culte fut réalisée par le metteur en scène français Robert Florey, émigré aux États-Unis.
En 1963, pour célébrer son tirage passé à un million d'exemplaires, Télé 7 jours l'invite à Paris. Il est reçu le 12 mars au Ritz en présence des ministres Alain  Peyrefitte et Jacques Marette, tandis qu'une foule massée place Vendôme l'acclame.
Gardner a aussi été skipper professionnel, éleveur de lions, sculpteur, animateur de radio et il est l'auteur du livre Toyer.
L'acteur meurt à 69 ans d'un cancer de la prostate.

## Filmographie

### Acteur

#### Cinéma
- 1957 : L'arbre de vie : Bearded Soldat (non crédité)
- 1959 : Qu'est-ce qui fait courir les filles? : Airman First Class (non crédité)
- 1961 : The Right Approach : Gardner - Studio Actor (non crédité)
- 1964 : Trois Filles à Madrid : Pete Mc Coy
- 1969 : I Sailed to Tahiti with an All Girl Crew (en) de Richard L. Bare : Terry O'Brien

#### Télévision

##### Séries télévisées
- 1957 : Monsieur et Madame détective : Jacques Henri
- 1957-1958 : Boots and Saddles : Lt. Dan Kelly
- 1958 : Jefferson Drum : Simon Easton
- 1958 : Les Aventuriers du Far West : Pierre Shunar
- 1958 : The Silent Service : Lt. Richard Lee Gregory / Mr. Steen
- 1959-1962 : Aventures dans les îles : Adam Troy / Capt. Adam Troy / Capitaine Adam Troy

##### Téléfilms
- 1961 : The Ginger Rogers Show : Gardner McKay (non crédité)

### Réalisateur

#### Téléfilms
- 1973 : Me

### Parolier

#### Séries télévisées
- 1975-1977 : Starsky et Hutch

### Scénariste

#### Téléfilms
- 1973 : Me
- 1976 : Sea Marks